# Carl Collin
Carl Sven Reinhold Collin, född 30 november 1876 på Elestorp i Östra Kärrstorps socken, död 7 januari 1946 i Borås, var en svensk lingvist och lärare.
Carl Collin var son till godsägaren Carl Collin. Han avlade mogenhetsexamen i Lund 1894 och studerade därefter vid Lunds universitet och blev 1898 filosofie kandidat, 1908 filosofie licentiat och 1918 filosofie doktor där. Collin var 1906-1920 lärare vid Lunds privata elementarskola och lektor i engelska och franska vid Borås högre allmänna läroverk 1919-1942 samt lärare vid Tekniska elementarskolan i Borås 1922-1941. Collin företog ett flertal studieresor till Tyskland, England och Frankrike. Bland Collins arbeten inom språkområdet märks främst skolböcker i engelska, franska och tyska, textupplagor och översättningar. Han utgav även vetenskapliga avhandlingar och publicerade diverse uppsatser i tidskriften Moderna språk.